# Burning Angel
Burning Angel — первый мини-альбом шведской мелодик-дэт-метал-группы Arch Enemy, выпущен в марте 2002 года на лейбле Century Media Records.
Помимо песни «Burning Angel» с альбома Wages of Sin, он содержит композицию «Lament of a Mortal Soul», записанную для этого же альбома, но выпущенную только в качестве бонус-трека в некоторых его изданиях, а также кавер-версию песни Judas Priest «Starbreaker», записанную в 1998 ещё с вокалистом Йоханом Лиивой.

## Список композиций
1. «Burning Angel» — 4:17
2. «Lament of a Mortal Soul» — 4:04
3. «Starbreaker (кавер на Judas Priest)» — 3:25

## Участники записи
- Ангела Госсов — вокал
- Йохан Лиива — вокал в «Starbreaker»
- Майкл Эмотт — соло-гитара
- Кристофер Эмотт — ритм-гитара
- Шарли Д’Анджело — бас-гитара
- Даниэль Эрландссон — ударные